# غريتا كيمبتون
غريتا كيمبتون (بالإنجليزية: Greta Kempton)‏ هي رسامة أمريكية، ولدت في 22 مارس 1901 في فيينا في النمسا، وتوفيت في 10 ديسمبر 1991 في نيويورك في الولايات المتحدة.